# Ким Джун Ок
Ким Джун Ок (кор. 김준옥?, 金俊玉?, род. 25 июня 1935 года, Хванхэ-Намдо) — северокорейский мультипликатор. Работает на Корейской студии мультипликационных фильмов имени 26 апреля.

## Биография
Родился в провинции Хванхэ-Намдо. В 1958 году, окончив Пхеньянский художественный институт, стал художником Корейской студии научно-просветительских фильмов (ныне Корейская студия мультипликационных фильмов имени 26 апреля). В настоящее время работает мультипликатором и режиссёром.

## Карьера
В 1968 году снял свой первый детский фильм «Оксве», а в начале и середине 1970-х годов снял первый анимационный сериал «Бурундук и Ёжик», приобретший большую популярность в КНДР и даже за рубежом. С тех пор он выпустил множество детских фильмов, мультфильмов и мультсериалов.